# Jacques Borelly
Pour les articles homonymes, voir Borelly.
Jacques Borelly, aussi appelé Borelli et parfois Borel, est un médecin et chimiste français, né à Villefranche-de-Rouergue en 1623, et mort à Paris en juin 1689.

## Biographie
Dans le Mercure Galant de juillet 1689 annonçant sa mort, il est indiqué : « M. Borelly, docteur en médecine. Il estait de l'Académie royale des sciences. Il me seroit inutile de vous dire de plus, puisque l'honneur qu'il avoit d'estre de ce sçavant & illustre Corps fait son éloge ».
Il a été souvent confondu avec Pierre Borel, médecin du roi originaire de Castres, à la suite d'une erreur probablement due à Jean-Pierre Niceron.
Mathurin Dissès, maître apothicaire juré de Villefranche-de-Rouergue le dit docteur en médecine de la Faculté de Paris. Il a épousé une fille d'un notaire de Villefranche-de-Rouergue dont il a eu une fille qui est devenue religieuse.
Jacques Borelly est un fabricant de verres d'optique et un chimiste, qui est entré à ce titre à l'Académie royale des sciences en 1674. Dans une lettre du 4 décembre 1671, Christian Huygens écrit que Borelly est « un de nostre assemblée », pouvant laisser croire qu'il est déjà membre de l'Académie royale des sciences à cette époque. Les procès-verbaux des séances de l'Académie le nomment, tantôt « M. Borel », et tantôt « M. Borelli ». Dans le tome 1 des Mémoires de l'Académie royale des sciences depuis 1666 jusqu'en 1686, chez Gabriel Martin, Paris, 1733, tome 1, il est signalé que M. Borel a fait, en 1685, des expériences sur les coagulations et sur les effervescences, en 1684, M. Borelli a fait des observations chimiques pour fabriquer de l'esprit de soufre.
Dans le tome 2 de La vision parfaite, ou le concours des deux axes de la vision, p. 193, le Père Chérubin l'accuse d'avoir fait attribuer l'invention du télescope-binocle à M. Chorez alors qu'il avait accès à M. de Montmor. De cette information, Pierre Chabbert en a déduit que Jacques Borelly était introduit dans le milieu scientifique parisien avant 1664. Des documents permettent de connaître ses travaux sur la chimie et la fabrication des verres d'optiques.
En 1670, il reçoit pour ses travaux une pension du roi « en considération de la parfaite connoissance qu'il a de la chimie ». Grâce à Colbert, il reçoit l'année suivante une pension de 1 200 livres, puis 1 500 livres en 1685, et de 2 000 livres à partir de 1686. En 1688, Philippe de La Hire écrit à Huygens que Borelly occupe au Louvre l'appartement de Duclos, probablement depuis son départ du Louvre, en 1685. Il est présent pour la dernière fois le 21 mai 1689 à une réunion de l'Académie royale des sciences.
C'est apparemment sur sa suggestion au cardinal d'Estrées que Vincenzo Coronelli, arrivé à Paris en 1681, aurait réalisé les deux globes, l'un représentant les planètes, l'autre les étoiles, le jour de la naissance de Louis XIV.

## Publications
- Diverses observations chimiques - 1683, dans Mémoires de l'Académie royale des sciences depuis 1666 jusqu'en 1699, chez Gabriel Martin, Paris, 1733, tome 1, p. 372-373[7] (lire en ligne)
- Diverses observations chimiques - 1687, dans Mémoires de l'Académie royale des sciences depuis 1686 jusqu'en 1699, chez Gabriel Martin, Paris, 1733, tome 2, p. 28-29 (lire en ligne)
- Exrait d'une lettre écrite par M. Borelli contenant un nouveau projet à l'occasion des Longitudes en 1679, dans Mémoires de l'Académie royale des sciences depuis 1666 jusqu'en 1699, La Compagnie des libraires, Paris, 1730, tome 10, p. 622-623 (lire en ligne)